# Ruthebach, Laibach, Loddenbach, Nordbruch
Ruthebach, Laibach, Loddenbach, Nordbruch este o arie protejată (arie specială de conservare — SAC, sit de importanță comunitară — SCI) din Germania întinsă pe o suprafață de 473,89 ha, integral pe uscat.

## Localizare
Centrul sitului Ruthebach, Laibach, Loddenbach, Nordbruch este situat la coordonatele 52°01′58″N 8°16′50″E / 52.0328°N 8.2806°E.

## Înființare
Situl Ruthebach, Laibach, Loddenbach, Nordbruch a fost declarat sit de importanță comunitară în august 1999 pentru a proteja un număr necunoscut de specii din flora spontană și fauna sălbatică aflate în arealul zonei. Situl a fost protejat și ca arie specială de conservare în iunie 2004.

## Biodiversitate
Situată în ecoregiunea atlantică, aria protejată conține 3 habitate naturale: Lacuri eutrofice naturale cu vegetație de tip Magnopotamion sau Hydrocharition, Liziere de ierburi înalte hidrofile de câmpie și de nivel montan până la alpin, Fânețe de joasă altitudine (Alopecurus pratensis, Sanguisorba officinalis).
La baza desemnării sitului se află un număr nedeclarat de specii protejate.
Pe lângă speciile protejate, pe teritoriul sitului au mai fost identificate 2 specii de plante, 2 specii de mamifere, 6 specii de nevertebrate.